# Ein Fall für den Fuchs
Ein Fall für den Fuchs ist eine sechsteilige Fernsehreihe aus den Jahren 2004 bis 2007. Es handelt sich dabei um eine Auftragsproduktion für den privaten Fernsehsender Sat.1 durch die Frankfurter U5 Filmproduktion GmbH.

## Handlung
Niemand würde glauben, dass der Frankfurter Antiquar Max Kerner ein geheimes Leben als Meisterdieb und Trickbetrüger führt. Niemand außer Kommissar Breuer, der seit Jahren mit seiner Hartnäckigkeit seinen Chef, Kriminaloberrat Schander, zur Weißglut treibt, und dessen Ermittlungen bezüglich des Kunstdiebs, genannt „der Fuchs“, stets nur knapp ins Leere laufen.
Am allerwenigsten seine Frau Andrea, promovierte Journalistin bei der fiktiven „Frankfurter Neuen Zeitung“, die ironischerweise mit den Ergebnissen ihrer Recherchen Kerners beste Informantin ist. Während der Kommissar in dem Fuchs nur einen skrupellosen Verbrecher sieht, den es aus dem Verkehr zu ziehen gilt, entdeckt Andrea im Zuge ihrer Ermittlungen in der 1. Episode sonderbare Zusammenhänge zwischen den spektakulären Diebstählen und riesigen Geldsummen, die kurz darauf bei wohltätigen Projekten in Not, Kinderkrankenhäusern etc., eingehen. Sie hält den Fuchs daher eher für einen modernen Robin Hood.
Tatsächlich beschränkt sich Max’ Leben nicht auf den langweiligen Alltag eines Buchhändlers, der in seiner Freizeit lediglich die kleinen und großen Probleme des Erwachsenwerdens seines 16-jährigen Sohns Lukas (erste Freundin, Diebstahl von Porno-Magazinen, Backen von Hasch-Keksen) begleitet. Zusammen mit seinen besten Freunden, der schönen und scharfsinnigen Sandra sowie dem stets ein wenig nervösen René sucht er sich gezielt fadenscheinige Immobilien-Haie, Bankiers und Unternehmer, denen sie mit aufwändigen Maskeraden und viel Technik Millionen-Gemälde, Skulpturen und auch mal einen seltenen Bugatti aus dem dritten Stock entwenden. Die mit Hilfe „des Belgiers“, eines sympathischen alten Hehlers, erwirtschafteten Gewinne lassen sie dann den von ihren Opfern drangsalierten Menschen zukommen, abzüglich Spesen, versteht sich.

## Episodenliste
| Nr. | Titel                          | Erstausstrahlung  |
| --- | ------------------------------ | ----------------- |
| 1   | Göttergatte und Ganove         | 23. März 2005     |
| 2   | Schachmatt                     | 30. März 2005     |
| 3   | Über den Dächern von Frankfurt | 22. November 2006 |
| 4   | Das Spiel ist aus              | 29. November 2006 |
| 5   | Das Amulett der Inkas          | 13. Dezember 2006 |
| 6   | Im Wein liegt die Wahrheit     | 31. Mai 2013      |

## Trivia
In Göttergatte und Ganove (1. Episode) setzt beim Erscheinen der Villa des zwielichtigen Auktionators Ludwig Leclair (Wilfried Baasner) Goldfinger von Shirley Bassey ein, der Soundtrack aus dem gleichnamigen James-Bond-Film.
Der Titel Über den Dächern von Frankfurt (3. Episode) ist eine Anspielung auf Alfred Hitchcocks Klassiker Über den Dächern von Nizza von 1955, in dem Cary Grant den pensionierten Juwelendieb John Robie (genannt „Die Katze“) verkörpert.
Die Notebooks, die Thomalla im Verlauf der Serie immer wieder verwendet, sind, in Anlehnung an Apples MacBook, mit dem Piktogramm einer (nicht angebissenen) Birne beklebt.
Sowohl der Laden des Belgiers als auch das Antiquariat Kerners befinden sich ab der zweiten Episode an einem anderen Ort. Anders als der Umzug der Kerners (3. Episode) bleiben diese Umzüge jedoch unkommentiert.